# Rue de Reims (Paris)
Pour les articles homonymes, voir Rue de Reims.
La rue de Reims est une voie du 13e arrondissement de Paris, en France.

## Origine du nom
Elle porte le nom de la ville de Reims, le chef-lieu d'arrondissement du département de la Marne.

## Historique
Initialement, cette voie qui se nommait à l'origine « passage d'Enfert » est devenue en 1877 le « passage de Patay », pour prendre en 1907 le nom de « rue de Reims ».
Elle ne doit pas être confondue avec l'ancienne rue de Reims, courte rue de l'actuelle 5e arrondissement qui disparait lors de la reconstruction et l'agrandissement du collège Sainte-Barbe au début des années 1880.

## Bâtiments remarquables et lieux de mémoire
- No 8 : plaque en hommage au FTPF Gabriel Bigot[1], arrêté par la police française à Paris pour « activité communiste clandestine ». Le 10 octobre 1941, la section spéciale de la cour d’appel de Paris le condamne à vingt ans de travaux forcés. Il est remis aux autorités allemandes mais celles-ci le désignent comme otage en représailles aux attentats du 28 novembre et du 7 décembre 1941. Il est finalement fusillé à la forteresse du Mont-Valérien (Suresnes) le 15 décembre 1941[2].
- No 10 : Institut d'enseignement supérieur d'informatique et de gestion.

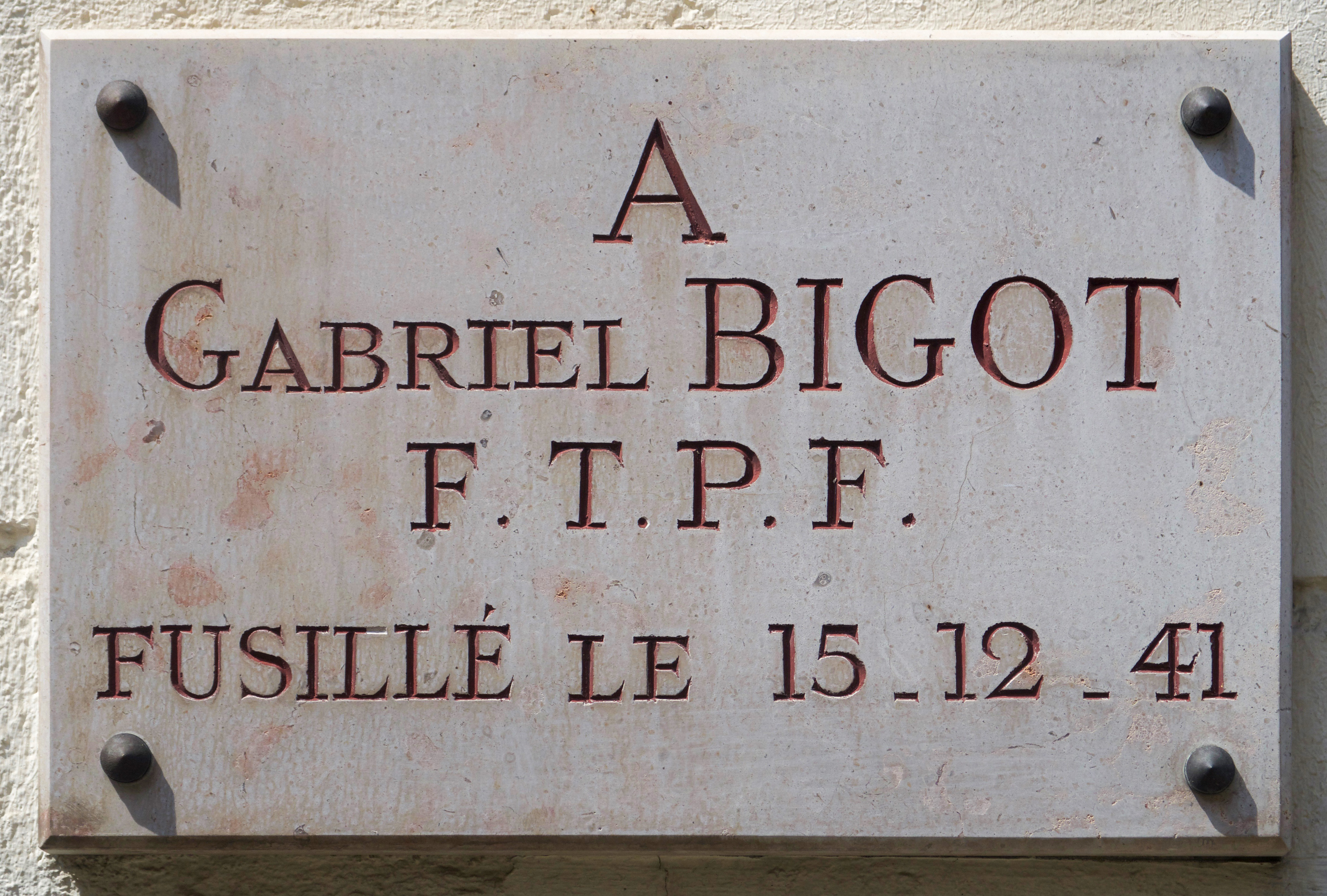
Plaque au no 8.
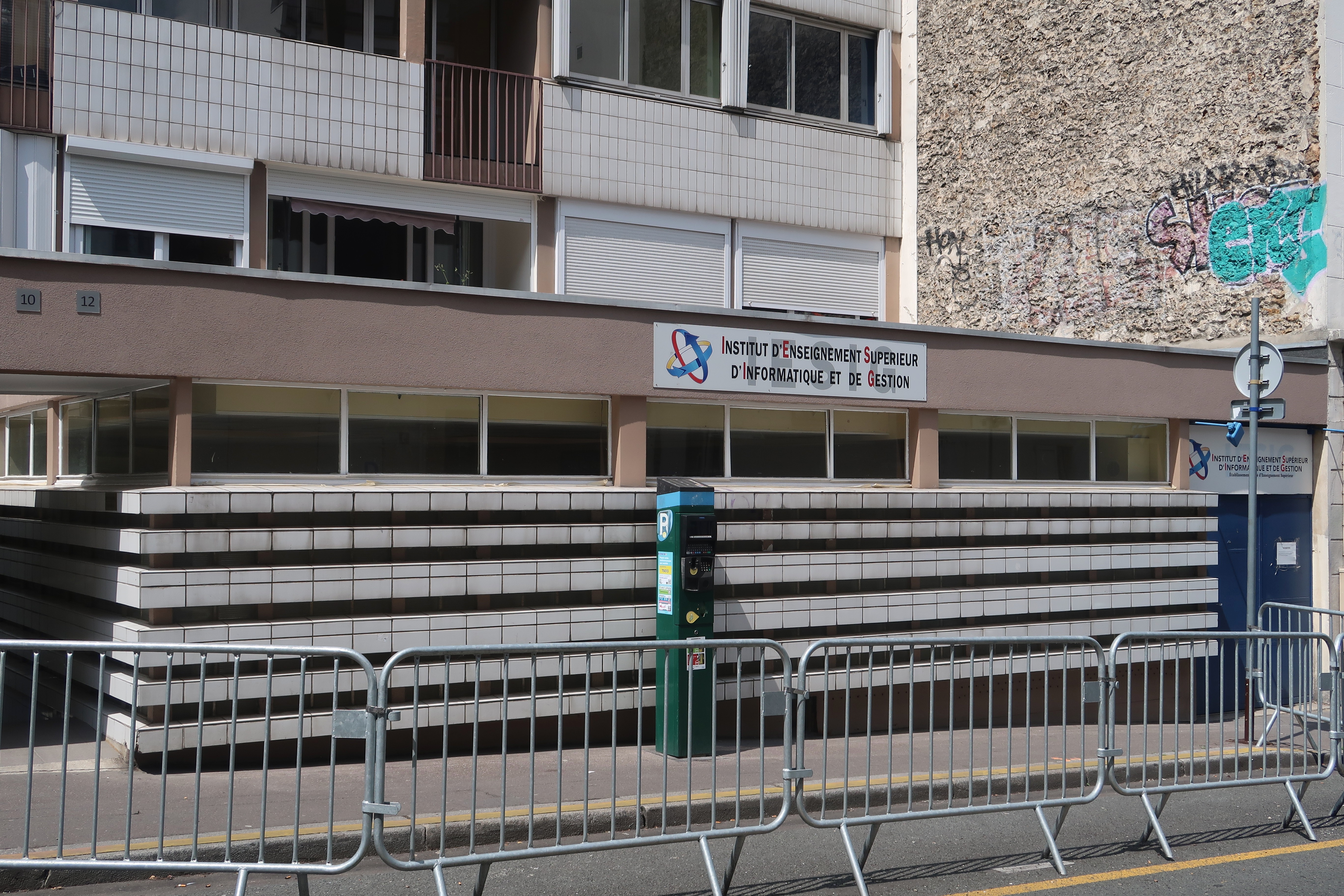
No 10.